# 紀伊郡
- 日本 > 近畿地方 > 京都府 > 紀伊郡
- 令制国一覧 > 畿内 > 山城国 > 紀伊郡

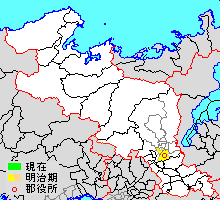
京都府紀伊郡の位置（水色：後に他郡に編入された区域）

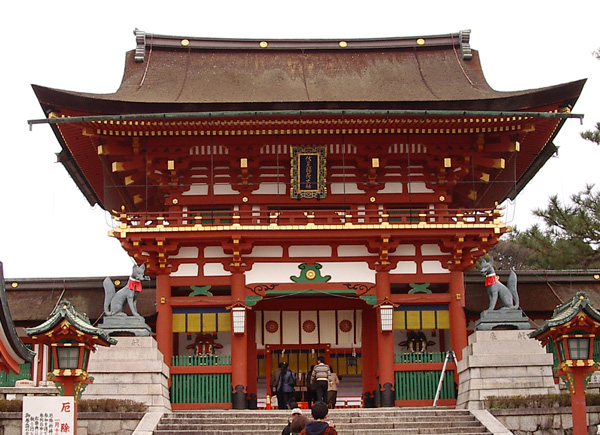
伏見稲荷大社

紀伊郡（きいぐん）は、京都府（山城国）にあった郡。

## 郡域
1879年（明治12年）に行政区画として発足した当時の郡域は、以下の区域にあたる。
- 京都市
  - 東山区の一部（福稲各町）
  - 伏見区の大部分（久我各町・羽束師各町・醍醐各町・日野各町・石田各町・小栗栖各町・淀美豆町・淀際目町・淀生津町・淀樋爪町・淀木津町・淀川顔町・淀新町・淀下津町・淀池上町・淀本町を除く）
  - 南区の一部（東九条各町・上鳥羽各町・吉祥院各町・西九条南田町・西九条菅田町・西九条大国町・西九条豊田町・西九条高畠町・西九条唐戸町）
- 宇治市の一部（六地蔵）

## 歴史

### 古代
『日本書紀』巻第二十四の山背大兄王の変の記述に「深草屯倉」の存在が確認できる。

#### 郷
『和名類聚抄』に記される郡内の郷。括弧内は訓読み。
- 岡田郷（乎加多）
- 大里郷
- 紀伊郷
- 鳥羽郷（度波）
- 石原郷
- 拝志郷（波以之）
- 深草郷（不加久佐）
- 石井郷

#### 式内社
『延喜式』神名帳に記される郡内の式内社。
| 神名帳                     | 神名帳                | 神名帳   | 神名帳     | 比定社             | 比定社                             | 比定社                                           | 集成 |
| 社名                       | 読み                  | 格       | 付記       | 社名               | 所在地                             | 備考                                             | 集成 |
| -------------------------- | --------------------- | -------- | ---------- | ------------------ | ---------------------------------- | ------------------------------------------------ | ---- |
| 紀伊郡 8座（大3座・小5座） |                       |          |            |                    |                                    |                                                  |      |
| 御諸神社                   | ミモロノ              | 小       |            | 合祀：伏見稲荷大社 | 京都府京都市伏見区深草藪之内町     |                                                  |      |
| 稲荷神社 三座              | イナリノ              | 並名神大 | 月次新嘗   | 伏見稲荷大社       | 京都府京都市伏見区深草藪之内町     |                                                  |      |
| 大椋神社                   | オホクラノ オホタテノ | 小       |            | （不明）           | （不明）                           |                                                  |      |
| 飛鳥田神社                 | アスカタノ            | 小       | 一名柿本社 | （論）田中神社     | 京都府京都市伏見区横大路天王後     |                                                  |      |
| 飛鳥田神社                 | アスカタノ            | 小       | 一名柿本社 | （論）飛鳥田神社   | 京都府京都市伏見区横大路柿ノ木町   |                                                  |      |
| 飛鳥田神社                 | アスカタノ            | 小       | 一名柿本社 | （論）飛鳥田神社   | 京都府京都市伏見区下鳥羽城ノ越町   |                                                  |      |
| 真幡寸神社 二座            | マハタキノ            | 小       |            | 真幡木神社         | 京都府京都市伏見区下鳥羽中島宮後町 | 城南宮境内摂社。室町時代に深草から当地に遷座とも |      |
| 凡例を表示                 |                       |          |            |                    |                                    |                                                  |      |

### 近代
- 「旧高旧領取調帳」に記載されている明治初年時点での支配は以下の通り。幕府領1は代官小堀数馬が、幕府領2は伏見奉行所がそれぞれ管轄。伏見町（伏見奉行所管轄）・納所町（地子免除地）は無高のため記載なし。（2町32村）

| 村名       | 皇 室 領 | 宮 家 領 | 門 跡 領 | 公 家 領 | 女 官 領 | 地 下 役 人 領 | 北 面 衆 領 | 幕 府 領 1 | 幕 府 領 2 | 京 都 守 護 職 役 知 | 旗 本 領 | 淀 藩 領 | 寺 社 領 | その他                       |
| ---------- | -------- | -------- | -------- | -------- | -------- | -------------- | ----------- | ---------- | ---------- | -------------------- | -------- | -------- | -------- | ---------------------------- |
| 上鳥羽村   |          |          | 〇       |          |          |                |             |            |            | 〇                   |          |          | 〇       |                              |
| 塔森村     | 〇       |          | 〇       | 〇       | 〇       |                |             |            |            |                      |          |          |          |                              |
| 横大路村   |          |          |          |          |          |                |             | 〇         |            |                      |          |          | 〇       | 医師吉田氏知行               |
| 富森村     |          |          |          |          |          |                |             |            |            | 〇                   | 〇       |          |          |                              |
| 下鳥羽村   |          |          |          | 〇       |          |                |             | 〇         |            |                      |          |          |          |                              |
| 芹川村     |          |          |          | 〇       | 〇       |                |             |            |            |                      |          |          | 〇       | 宮本亮周知行・矢倉唯之丞知行 |
| 上三栖村   |          |          |          |          |          |                |             |            |            | 〇                   |          |          | 〇       | 矢倉唯之丞知行               |
| 下三栖村   | 〇       |          |          | 〇       | 〇       | 〇             |             | 〇         |            |                      |          |          | 〇       |                              |
| 中島村     |          |          |          | 〇       |          |                |             |            |            | 〇                   |          |          |          |                              |
| 吉祥院村   | 〇       | 〇       | 〇       | 〇       | 〇       | 〇             |             | 〇         |            |                      |          |          | 〇       |                              |
| 新田村     |          |          |          |          |          |                |             |            |            | 〇                   |          |          |          |                              |
| 島村       |          |          |          | 〇       |          |                |             | 〇         |            |                      |          |          |          |                              |
| 石原村     | 〇       |          |          | 〇       |          |                |             |            |            |                      |          |          | 〇       |                              |
| 西庄村     |          |          | 〇       |          |          |                |             |            |            |                      |          |          |          |                              |
| 中河原村   |          |          | 〇       |          |          |                |             | 〇         |            |                      |          |          |          |                              |
| 納所村     |          |          |          |          |          |                |             | ●          |            |                      | ●        | ●        | 〇       | 船頭衆木村家知行             |
| 水垂村     |          |          |          |          |          |                |             |            |            |                      | ●        | ●        | 〇       | 船頭衆木村家知行             |
| 大下津村   |          |          |          |          |          |                |             |            |            |                      |          | ●        | 〇       |                              |
| 向島村     |          |          |          |          |          |                |             |            | 〇         |                      |          |          |          |                              |
| 四谷村     |          |          |          |          |          |                |             |            |            |                      | 〇       |          |          |                              |
| 六地蔵村   |          |          |          | 〇       |          |                |             |            | 〇         |                      |          |          |          |                              |
| 大亀谷村   |          |          |          |          |          |                |             |            | 〇         |                      |          |          |          |                              |
| 景勝村     |          |          |          |          |          |                |             |            | 〇         |                      |          |          |          |                              |
| 毛利治部村 |          |          |          |          |          |                |             |            | 〇         |                      |          |          |          |                              |
| 葭島新田   |          |          |          |          |          |                |             |            | 〇         |                      |          |          |          |                              |
| 三栖村     |          |          |          |          |          |                |             |            | 〇         |                      |          |          |          |                              |
| 竹田村     |          |          | 〇       | 〇       | 〇       |                | 〇          | 〇         |            |                      |          |          | 〇       |                              |
| 堀内村     |          |          |          |          |          |                |             |            | 〇         |                      |          |          |          |                              |
| 稲荷村     |          |          |          |          | 〇       |                |             | 〇         |            |                      |          |          | 〇       |                              |
| 東福寺門前 |          |          |          | 〇       | 〇       |                |             |            |            |                      |          |          | 〇       |                              |
| 深草村     | 〇       |          |          | 〇       | 〇       | 〇             |             | 〇         | 〇         |                      |          |          | 〇       |                              |
| 東九条村   |          |          | 〇       | 〇       |          |                |             |            |            |                      |          |          | 〇       |                              |

- 慶応4年
  - 2月19日（1868年3月12日） - 天領（淀藩領を除く全域）が京都裁判所の管轄となる。
  - 閏4月25日（1868年6月15日） - 京都裁判所の管轄地域が京都府の管轄となる。
  - 東福寺門前の一部［町方12町］が下京に合併。
- 明治初年 - 領知替えにより納所村・水垂村・大下津村のうち上表で●の区域が淀藩領となる。
- 明治4年
  - 7月4日（1871年8月29日） - 廃藩置県により、藩領が淀県の管轄となる。
  - 11月22日（1872年1月2日） - 第1次府県統合により、全域が京都府の管轄となる。
- 明治5年（1872年） - 毛利治部村が景勝村に合併。（2町31村）
- 明治6年（1873年） - 四谷村が向島村に合併。（2町30村）
- 明治7年（1874年）（2町23村）
  - 島村・石原村が合併して石島村となる。
  - 西庄村・中河原村が合併して西中村となる。
  - 稲荷村・東福寺門前が合併して福稲村となる。
  - 富森村が横大路村に、芹川村・上三栖村が下鳥羽村に、新田村が吉祥院村にそれぞれ合併。
- 明治12年（1879年）4月10日 - 郡区町村編制法の京都府での施行により、行政区画としての紀伊郡が発足。郡役所が伏見町（伏見板橋二丁目）に設置。
- 明治14年（1881年） - 景勝村が伏見町に合併して伏見景勝村となる。（2町22村）

### 町村制以降の沿革

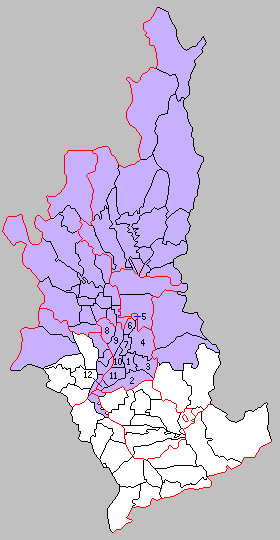
1.伏見町 2.向島村 3.堀内村 4.深草村 5.柳原町 6.東九条村 7.竹田村 8.吉祥院村 9.上鳥羽村 10.下鳥羽村 11.横大路村 12.納所村（紫：京都市）

- 明治22年（1889年）4月1日 - 町村制の施行により、以下の町村が発足。（2町10村）
  - 伏見町 ← 伏見町［大部分[4]］
  - 向島村 ← 向島村、葭島新田、伏見町［一部[5]］
  - 堀内村 ← 堀内村、六地蔵村［山科川以西］
  - 深草村 ← 深草村、福稲村、大亀谷村、伏見町［一部[6]］
  - 柳原町（愛宕郡柳原庄が単独町制）
  - 東九条村、竹田村（それぞれ単独村制）
  - 吉祥院村 ← 吉祥院村、石島村、西中村
  - 上鳥羽村 ← 上鳥羽村、塔森村
  - 下鳥羽村 ← 下鳥羽村、中島村
  - 横大路村 ← 横大路村、三栖村、下三栖村
  - 納所村 ← 納所町、納所村
  - 水垂村・大下津村が乙訓郡淀村、六地蔵村の一部（山科川以東）が宇治郡宇治村のそれぞれ一部となる。
- 大正7年（1918年）4月1日（1町10村）
  - 柳原町および東九条村の一部・上鳥羽村の一部（上鳥羽の一部[7]）・深草村の一部（福稲の一部[8]）が京都市に編入。下京区の一部となる。
  - 東九条村の残部が上鳥羽村に編入。
- 大正11年（1922年）10月1日 - 深草村が町制施行して深草町となる。（2町8村）
- 大正12年（1923年）4月1日 - 郡会が廃止。郡役所は存続。
- 大正15年（1926年）7月1日 - 郡役所が廃止。以降は地域区分名称となる。
- 昭和4年（1929年）5月1日 - 伏見町が市制施行して伏見市となり、郡より離脱。（1町8村）
- 昭和6年（1931年）4月1日 - 以下の変更により紀伊郡消滅。京都府内では郡区町村編制法の施行以来初の郡消滅となるとともに、元号が昭和に変わってから初の郡消滅ともなった。
  - 吉祥院村・上鳥羽村が京都市に編入。下京区の一部となる。
  - 下鳥羽村・横大路村・納所村・深草町・堀内村・向島村・竹田村が京都市に編入。同日発足した伏見区の一部となる。

#### 変遷表
| 明治22年4月1日 | 明治22年 - 大正15年              | 昭和元年 - 昭和19年                             | 昭和20年 - 昭和29年 | 昭和30年 - 昭和64年 | 平成元年 - 現在 | 現在   |
| -------------- | -------------------------------- | ----------------------------------------------- | ------------------- | ------------------- | --------------- | ------ |
| 柳原町         | 大正7年4月1日 京都市下京区に編入 | 京都市 下京区                                   | 京都市 下京区       | 京都市 下京区       | 京都市 下京区   | 京都市 |
| 東九条村       | 大正7年4月1日 京都市下京区に編入 | 京都市 下京区                                   | 京都市 下京区       | 京都市 南区         | 京都市 南区     | 京都市 |
| 東九条村       | 大正7年4月1日 上鳥羽村に編入     | 昭和6年4月1日 京都市下京区に編入                | 京都市 下京区       | 京都市 南区         | 京都市 南区     | 京都市 |
| 上鳥羽村       | 上鳥羽村                         | 昭和6年4月1日 京都市下京区に編入                | 京都市 下京区       | 京都市 南区         | 京都市 南区     | 京都市 |
| 上鳥羽村       | 大正7年4月1日 京都市下京区に編入 | 京都市 下京区                                   | 京都市 下京区       | 京都市 南区         | 京都市 南区     | 京都市 |
| 吉祥院村       | 吉祥院村                         | 昭和6年4月1日 京都市下京区に編入                | 京都市 下京区       | 京都市 南区         | 京都市 南区     | 京都市 |
| 深草村         | 大正7年4月1日 京都市下京区に編入 | 京都市 東山区                                   | 京都市 東山区       | 京都市 東山区       | 京都市 東山区   | 京都市 |
| 深草村         | 大正11年10月1日 深草町           | 昭和6年4月1日 京都市に編入                      | 京都市 伏見区       | 京都市 伏見区       | 京都市 伏見区   | 京都市 |
| 伏見町         | 伏見町                           | 昭和4年5月1日 伏見市 昭和6年4月1日 京都市に編入 | 京都市 伏見区       | 京都市 伏見区       | 京都市 伏見区   | 京都市 |
| 向島村         | 向島村                           | 昭和6年4月1日 京都市に編入                      | 京都市 伏見区       | 京都市 伏見区       | 京都市 伏見区   | 京都市 |
| 堀内村         | 堀内村                           | 昭和6年4月1日 京都市に編入                      | 京都市 伏見区       | 京都市 伏見区       | 京都市 伏見区   | 京都市 |
| 竹田村         | 竹田村                           | 昭和6年4月1日 京都市に編入                      | 京都市 伏見区       | 京都市 伏見区       | 京都市 伏見区   | 京都市 |
| 下鳥羽村       | 下鳥羽村                         | 昭和6年4月1日 京都市に編入                      | 京都市 伏見区       | 京都市 伏見区       | 京都市 伏見区   | 京都市 |
| 横大路村       | 横大路村                         | 昭和6年4月1日 京都市に編入                      | 京都市 伏見区       | 京都市 伏見区       | 京都市 伏見区   | 京都市 |
| 納所村         | 納所村                           | 昭和6年4月1日 京都市に編入                      | 京都市 伏見区       | 京都市 伏見区       | 京都市 伏見区   | 京都市 |
| 宇治郡 醍醐村  | 宇治郡 醍醐村                    | 昭和6年4月1日 京都市に編入                      | 京都市 伏見区       | 京都市 伏見区       | 京都市 伏見区   | 京都市 |

## 行政
歴代郡長
| 代 | 氏名 | 就任年月日                | 退任年月日                | 備考                   |
| -- | ---- | ------------------------- | ------------------------- | ---------------------- |
| 1  |      | 明治11年（1879年）4月10日 |                           |                        |
|    |      |                           | 大正15年（1926年）6月30日 | 郡役所廃止により、廃官 |